# Walter Zapp
Walter Zapp (Riga, 4 settembre 1905 – Binningen, 17 luglio 2003) è stato un inventore e imprenditore lettone naturalizzato tedesco, creatore della Kleinstbildkamera e fondatore della Minox.

## Biografia

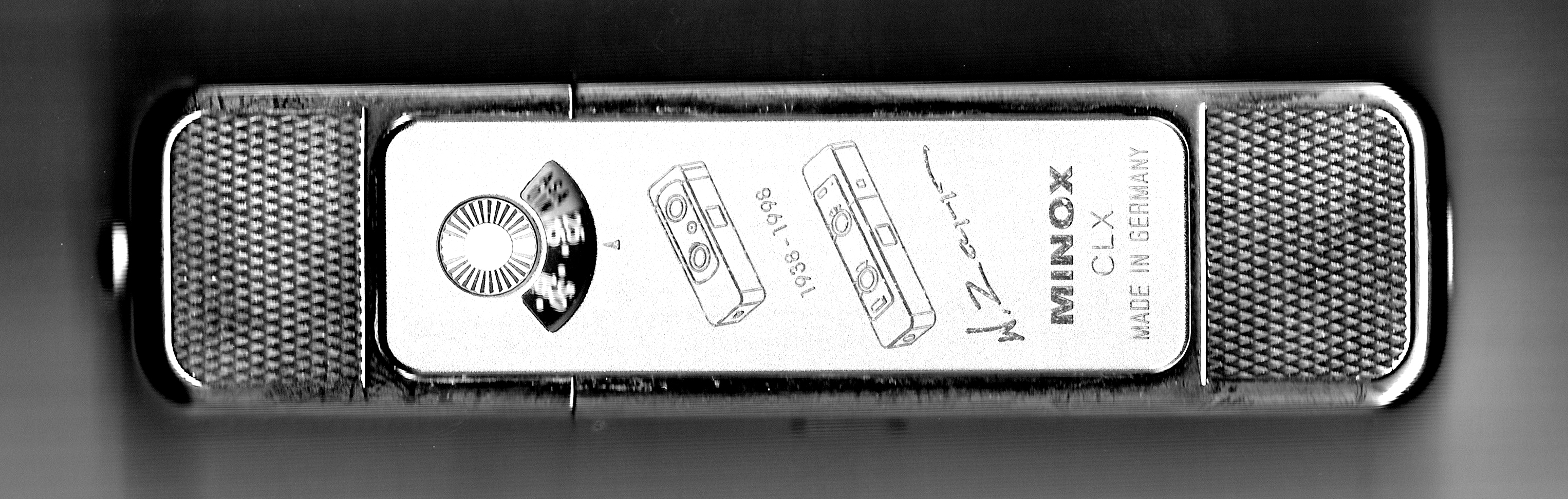
Edizione limitata della Minox CLX con autografo Walter Zapp

Walter Zapp (lettone Valters Caps) emigrò nel Rheinland, e ancora prima in Inghilterra. La madre Emilie  nata Burchard fu una balto tedesca. All'inizio della prima guerra mondiale la famiglia venne deportata a Ufa (Russia) sugli Urali e nel 1918 fecero ritorno. La crescita di Walter venne compromessa da problemi psicofisici. Nel 1919 lasciò la scuola su consiglio medico. Un maestro dell'istituto di litografia W. F. Hacker a Riga arrivò a Tallin nel quartiere Nõmme. Zapp iniziò a studiare fotografia con Walter Lemberg. 

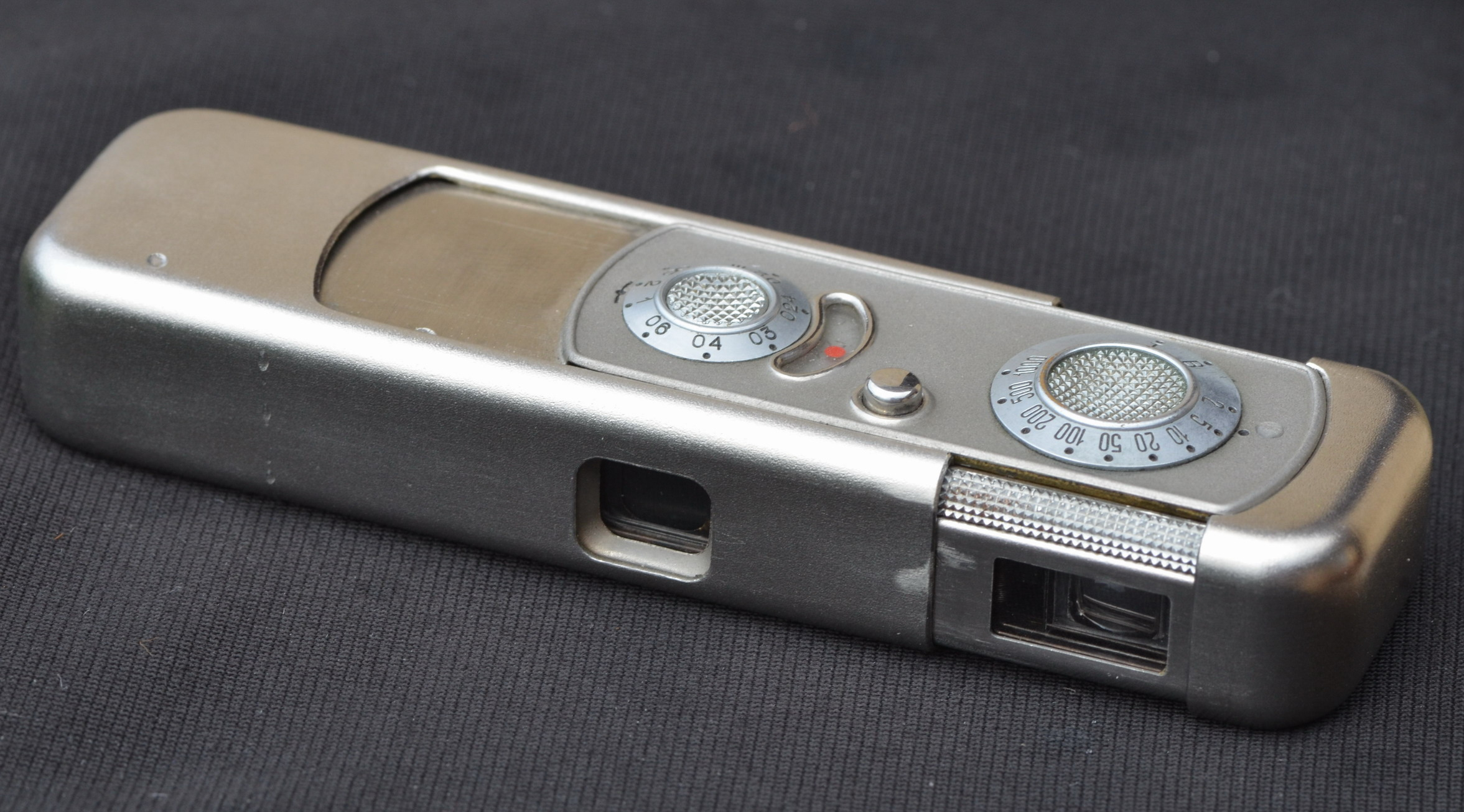
VEF Minox Riga con Minostigmat 1:3,5 F=15

Nel 1934 iniziò lo sviluppo della Kleinstkamera. Nel 1936 creò la Ur-Minox, prodotta fino al 2012 come Minox-8x11-Serie. Dalla VEF (Valsts elektrotehniskā fabrika) vennero prodotte 17.500 fotocamere.
Dopo la seconda guerra mondiale fonda nel 1945 a Wetzlar la Minox GmbH. Nel 1948 la società si sposta a Heuchelheim, Circondario di Gießen, e la produzione inizia con il modello Minox A. Nel 1958 viene presentata la Minox B con esposimetro. Nel 1969 segue la Minox C con flash automatico. Nel 1990 viene sviluppato il Minox T8 minitelescopio. Nel 1995 la società ritorna a Wetzlar. 
Nel 2000 Walter Zapp con i soci del 1° Deutschen MINOX-Club e.V. dopo 60 anni vanno a Riga e visitano Pärnu e Tallinn.
Zapp muore a 97 anni di età in Svizzera.

## Onorificenze
Nel 2001 Walter Zapp riceve l' Ordine della Terra Mariana per il lavoro svolto. Nello stesso anno riceve a Riga dalla Accademia lettone delle Scienze il dottorato Dr.sc.ing.h.c.